# Тим-Гора
Тим-Гора — деревня в Бежаницком районе Псковской области России. Входит в состав сельского поселения Бежаницкое.

## География
Деревня находится на юге центральной части Псковской области, в пределах Бежаницкой возвышенности, к северо-востоку от озера Веснеболог, на расстоянии примерно 48 километров (по прямой) к юго-западу от посёлка городского типа Бежаницы, административного центра района. Абсолютная высота — 232 метра над уровнем моря.

## История
До 2010 года населённый пункт входил в состав Бардовской волости, в период с 2010 по 2015 годы — в состав Кудеверской волости.

## Население
| 2001 | 2002 | 2010 |
| ---- | ---- | ---- |
| 5    | ↘4   | ↘0   |

Согласно результатам переписи 2002 года, в национальной структуре населения русские составляли 100 %.